# Rufino Inglés
Rufino Inglés (Madrid, 10 de noviembre de 1902-Madrid, 2 de noviembre de 1981) fue un actor español, que participó en alrededor de ciento ochenta películas a lo largo de su carrera cinematográfica iniciada en 1926 hasta 1972. La mayoría de sus papeles fueron secundarios o de reparto y en ocasiones sin acreditar.
También formó parte del reparto de la serie de televisión Los gozos y las sombras emitida en 1982 en Televisión Española.

## Filmografía completa
- La virgen de cristal (1926)
- El tonto de Lagartera (1927)
- La calumnia (1928)
- El gordo de navidad (1929)
- El nocturno de Chopin (1932)
- El agua en el suelo (1934)
- Paloma de mis amores (1935)
- Jai-Alai (1940)
- Oro vil (1941)
- ¡A mí la Legión! (1942)
- El triunfo del amor (1943)
- Tarjeta de visita (1944)
- El pozo de los enamorados (1945)
- La tempestad (1945)
- Chantaje (1946)
- Alma canaria (1947)
- Héroes del 95 (1947)
- El huésped del cuarto número 13 (1947)
- Dos mujeres y un rostro (1947)
- Aventuras de don Juan de Mairena (1948)
- El huésped de las tinieblas (1948)
- Las aguas bajan negras (1948)
- La calle sin sol (1948)
- Jalisco canta en Sevilla (1948)
- El capitán de Loyola (1949)
- La manigua sin dios (1949)
- Siempre vuelven de madrugada (1949)
- ¡El santuario no se rinde! (1949)
- Aventuras de Juan Lucas (1949)
- Paz (1949)
- El duende y el rey (1950)
- La sombra iluminada (1950)
- Murió hace quince años (1954)
- Marcelino pan y vino (1954)
- La reina mora (1955)
- La otra vida del capitán Contreras (1955)
- El indiano (1955)
- El Coyote (1955)
- Muerte de un ciclista (1955)
- El tren expreso (1955)
- Orgullo (1955)
- Suspenso en comunismo (1956)
- Tarde de toros (1956)
- La gran mentira (1956)
- La espera (1956)
- Curra Veleta (1956)
- La mestiza (1956)
- Pasión en el mar (1956)
- Río Guadalquivir (1957)
- Susana y yo (1957)
- Maravilla (1957)
- Tremolina (1957)
- El hombre que viajaba despacito (1957)
- Un abrigo a cuadros (1957)
- La hija de Juan Simón (1957)
- Fulano y Mengano (1957)
- Aquellos tiempos del cuplé (1958)
- La violetera (1958)
- Héroes del aire (1958)
- Caravana de esclavos (1958)
- Secretaria para todo (1958)
- Habanera (1958)
- Venta de Vargas (1958)
- La venganza (1958)
- Canto para ti (1959)
- Luna de miel (1959)
- La novia de Juan Lucero (1959)
- Salto a la gloria (1959)
- Sonatas (1959)
- Una gran señora (1959)
- La vida alrededor (1959)
- S.O.S., abuelita (1959)
- Un hecho violento (1959)
- Tenemos 18 años (1959)
- Juicio final (1960)
- El amor que yo te di (1960)
- El Litri y su sombra (1960)
- El hombre que perdió el tren (1960)
- Crimen para recién casados (1960)
- Ama Rosa (1960)
- La rana verde (1960)
- Compadece al delincuente (1960)
- Culpables (1960)
- El hombre de la isla (1960)
- Mi último tango (1960)
- Ursus (1961)
- Adiós, Mimí Pompón (1961)
- Goliath contra los gigantes (1961)
- El secreto de los hombres azules (1961)
- Fantasmas en la casa (1961)
- Margarita se llama mi amor (1961)
- Los dos golfillos (1961)
- Tres de la Cruz Roja (1961)
- Rosa de Lima (1961)
- Kilómetro 12 (1961)
- Teresa de Jesús (1961)
- Salto mortal (1962)
- La mentira tiene cabellos rojos (1962)
- Abuelita Charlestón (1962)
- Accidente 703 (1962)
- Mentirosa (1962)
- Escuela de seductoras (1962)
- I tromboni di Fra Diavolo (1962)
- Vuelve San Valentín (1962)
- Cupido contrabandista (1962)
- Atraco a las tres (1962)
- La gran familia (1962)
- Cabalgando hacia la muerte (El Zorro) (1962)
- Historia de una noche (1963)
- Perseo el invencible (1963)
- Plaza de oriente (1963)
- El valle de las espadas (1963)
- Tres hombres buenos (1963)
- La pandilla de los once (1963)
- Gringo (1963)
- Ensayo general para la muerte (1963)
- Objetivo: las estrellas (1963)
- Eva 63 (1963)
- El sabor de la venganza (1963)
- La chica del gato (1964)
- Misión en el estrecho (1964)
- El escándalo (1964)
- Tengo 17 años (1964)
- El hombre de la diligencia (1964)
- Bienvenido, padre Murray (1964)
- Fin de semana (1964)
- El salario del crimen (1964)
- Rueda de sospechosos (1964)
- La carga de la policía montada (1964)
- Asalto a fuerte apache (Fuerte perdido) (1965)
- Miguelín (1965)
- Murieta (1965)
- Aventuras del Oeste (1965)
- Los cuatreros (1965)
- Whisky y vodka (1965)
- Marc Mato, agente S. 077 (1965)
- Uncas, el fin de una raza (1965)
- Ocaso de un pistolero (1965)
- Misión especial en Caracas (1965)
- Mi canción es para ti (1965)
- Plazo para morir (1965)
- Operación Póker: agente 05-14 (1965)
- La escalada de la muerte (1965)
- Las últimas horas... (1966)
- Con el viento solano (1966)
- Operación Lady Chaplin (1966)
- Huida en la frontera (1966)
- Mestizo (1966)
- La furia de Johnny Kidd (1967)
- Yo soy la revolución (1967)
- Dinamita Joe (1967)
- Dos alas (1967)
- El hombre que mató a Billy el Niño (1967)
- Las cicatrices (1967)
- Club de solteros (1967)
- Winchester Bill (1967)
- Tú perdonas... yo no (1967)
- Réquiem para el gringo (1968)
- Camino de la verdad (1968)
- La hora del coraje (1968)
- Comanche blanco (1968)
- Uno a uno sin piedad (1968)
- Colpo sensazionale al servizio del Sifar (1968)
- Camino de la verdad (1968)
- La batalla del último Panzer (1969)
- Sin aliento (1969)
- Adiós Cordera (1969)
- Siete minutos para morir (1969)
- El Zorro justiciero (1969)
- El apartamento de la tentación (1971)
- El sol bajo la tierra (1971)
- El bandido Malpelo (1971)
- La montaña rebelde (1971)
- Alta tensión (1972)
- La noche del terror ciego (1972)
- Un dólar de recompensa (1972)
- Secuestro a la española (1972)
- La descarriada (1972)